# تملک (کالیفرنیا)
تملک (به انگلیسی: Temelec) یک منطقهٔ مسکونی در ایالات متحده آمریکا است که در شهرستان سونوما، کالیفرنیا واقع شده‌است. تملک ۴٫۱۱۳ کیلومتر مربع مساحت و ۱٬۴۴۱ نفر جمعیت دارد و ۲۹٫۸۷ متر بالاتر از سطح دریا واقع شده‌است.